# Ral·li de Monte-Carlo

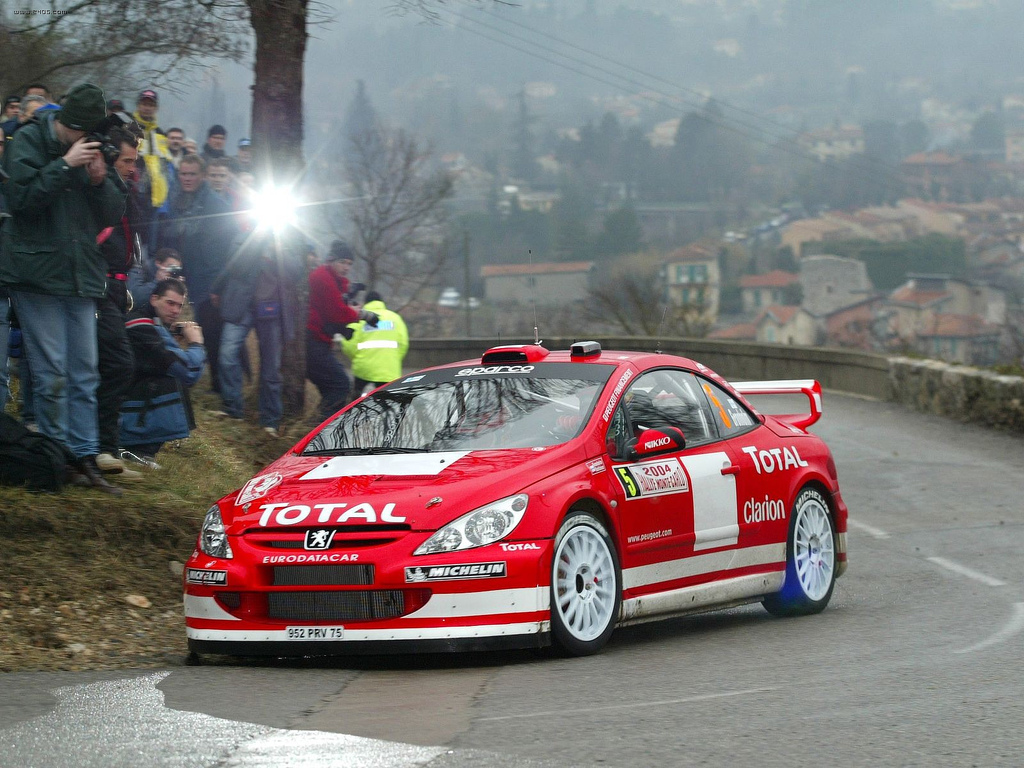
Marcus Grönholm amb el seu Peugeot 307 WRC a l'edició del 2004

El Ral·li de Monte-Carlo (oficialment en francès, Rallye automobile Monte-Carlo) és un ral·li organitzat per l'Automobile Club de Monaco (entitat responsable també del Gran Premi de Mònaco de Fórmula 1 i la Copa Kart de Mònaco). La prova es disputa pels voltants del Principat de Mònaco, en bona part a la Costa Blava occitana, i recorre diversos departaments de la Provença i Alvèrnia, des dels Alps Marítims a l'Ardecha.
D'ençà de 1973 s'ha celebrat durant el mes de gener, esdevenint tradicionalment la prova inaugural del Campionat Mundial de Ral·lis. Al llarg de la seva història, ha puntuat també per al Campionat europeu de ral·lis i per a l'Intercontinental Rally Challenge.
La prova fou instaurada pel príncep Albert I de Mònaco el 1911 i des d'aleshores ha destacat per les seves dures condicions (climatologia variable i combinació d'asfalt amb l'habitual presència de neu). El ral·li té un paper important en les provatures de millores i innovacions per als vehicles, de manera que qui guanya la cursa obté una gran repercussió.
L'any 1966 la prova va tenir un gran escàndol. L'equip Mini, que ja havia guanyat les edicions de 1964 i 1965, després de classificar els seus tres pilots en primera, segona i quarta posició, va ser desqualificat per utilitzar llums halògenes. Finalment la victòria va ser pel finlandès Pauli Toivonen amb un Citroën DS. Amb tot, Mini repetiria victòria a l'edició del següent any.
El pilot amb un nombre més gran de victòries al Ral·li de Monte-Carlo és el francès Sébastien Ogier amb 10 victòries entre 2009 i 2025, seguit del també francès Sébastien Loeb, el qual ha guanyat en 8 ocasions la prova entre 2003 i 2022. Per darrere dels dos francesos, també caldria destacar Sandro Munari, Walter Röhrl i Tommi Mäkinen amb 4 victòries cadascú, així com Jean Trévoux, Didier Auriol i Carlos Sainz amb 3 victòries cadascú.
Un dels trams més coneguts és el Col de Turini, que transcorre pel port de montanya del mateix nom, a la serralada dels Alps Marítims. També és conegut com "La nit del Turini", degut a que molts anys aquest tram s'ha corregut de nit. Te una longitud aproximada de 32 km i transcorre entre les localitats de Sospel i La Bollène. És un tram molt sinuòs, amb una infinitat de corves tancades. El rècord de velocitat el te Petter Solberg amb un Subaru Impreza WRC l'any 2002 amb una mitja de 89,4 km/h.
Des de 1998, en paral·lel, es disputa el Ral·li Monte-Carlo Històric amb un format similar al Monte-Carlo tradicional i està limitat a vehicles que han participat al ral·li entre 1955 i 1980. Els vehicles més habituals solen ser Porsche 911, Mini Cooper S, Volkswagen Golf GTI o Ford Escort. Grans pilots com Walter Röhrl, Rauno Aaltonen, Jean Ragnotti o Bruno Saby han participat en aquesta modalitat.

## Guanyadors
A 27 de gener de 2025
| Any                                  | Edició                              | Pilot                          | Copilot                        | Cotxe                              | Camp.                          | Ref                            |
| 1911                                 | 1re Rally Automobile Mònaco         | Henri Rougier                  |                                | Turcat-Mery                        |                                |                                |
| 1912                                 | 2de Rally Automobile Mònaco         | Jules Beutler                  |                                | Berliet                            |                                |                                |
| 1913-1923: No disputat               |                                     |                                |                                |                                    |                                |                                |
| 1924                                 | 3ème Rallye Automobile Monte-Carlo  | Jacques Edouard Ledure         |                                | Bignan                             |                                |                                |
| 1925                                 | 4ème Rallye Automobile Monte-Carlo  | François Repusseau             |                                | Renault                            |                                |                                |
| 1926                                 | 5ème Rallye Automobile Monte-Carlo  | Victor A. Bruce                | W J Brunell                    | Autocarrier                        |                                |                                |
| 1927                                 | 6ème Rallye Automobile Monte-Carlo  | Lefebvre                       | Despaux                        | Amilcar                            |                                |                                |
| 1928                                 | 7ème Rallye Automobile Monte-Carlo  | Jacques Bignan                 |                                | Fiat                               |                                |                                |
| 1929                                 | 8ème Rallye Automobile Monte-Carlo  | Sprenger van Euk               |                                | Graham-Paige                       |                                |                                |
| 1930                                 | 9ème Rallye Automobile Monte-Carlo  | Hector Petit                   |                                | Licorne                            |                                |                                |
| 1931                                 | 10ème Rallye Automobile Monte-Carlo | Donald Healey                  | Lewis Pearce                   | Invicta                            |                                |                                |
| 1932                                 | 11ème Rallye Automobile Monte-Carlo | Maurice Vaselle                | Duhamel                        | Hotchkiss                          |                                |                                |
| 1933                                 | 12ème Rallye Automobile Monte-Carlo | Maurice Vaselle                |                                | Hotchkiss                          |                                |                                |
| 1934                                 | 13ème Rallye Automobile Monte-Carlo | Louis Gas                      | Jean Trévoux                   | Hotchkiss                          |                                |                                |
| 1935                                 | 14ème Rallye Automobile Monte-Carlo | Christian Lahaye               | René Quatresous                | Renault                            |                                |                                |
| 1936                                 | 15ème Rallye Automobile Monte-Carlo | Ion Zamfirescu                 | P.G. Cristea                   | Ford                               |                                |                                |
| 1937                                 | 16ème Rallye Automobile Monte-Carlo | René Lebègue                   | Julio Quinlin                  | Delahaye                           |                                |                                |
| 1938                                 | 17ème Rallye Automobile Monte-Carlo | G. Baker Schut                 | Karelton                       | Ford                               |                                |                                |
| 1939                                 | 18ème Rallye Automobile Monte-Carlo | Jean Trevoux                   | Marcel Lesurque                | Hotchkiss                          |                                |                                |
| 1939                                 | 18ème Rallye Automobile Monte-Carlo | Jean Paul                      | Marcel Çontet                  | Delahaye                           |                                |                                |
| 1940-1948: No disputat               |                                     |                                |                                |                                    |                                |                                |
| 1949                                 | 19ème Rallye Automobile Monte-Carlo | Jean Trevoux                   | Marcel Lesurque                | Hotchkiss                          |                                |                                |
| 1950                                 | 20ème Rallye Automobile Monte-Carlo | Marcel Becquart                | Henri Secret                   | Hotchkiss                          |                                |                                |
| 1951                                 | 21ème Rallye Automobile Monte-Carlo | Jean Trevoux                   | Roger Crovetto                 | Delahaye                           |                                |                                |
| 1952                                 | 22ème Rallye Automobile Monte-Carlo | Sydney Allard                  | George Warburton               | Allard                             |                                |                                |
| 1953                                 | 23ème Rallye Automobile Monte-Carlo | Maurice Gatsonides             | Peter Worledge                 | Ford Zephyr                        | ERC                            |                                |
| 1954                                 | 24ème Rallye Automobile Monte-Carlo | Louis Chiron                   | Ciro Basadonna                 | Lancia Aurelia GT                  | ERC                            |                                |
| 1955                                 | 25ème Rallye Automobile Monte-Carlo | Per Malling                    | Gunnar Fadum                   | Sunbeam Talbot                     | ERC                            |                                |
| 1956                                 | 26ème Rallye Automobile Monte-Carlo | Ronnie Adams                   | Frank Biggar                   | Jaguar Mk VII                      | ERC                            |                                |
| 1957: Suspès per la Guerra del Sinaí |                                     |                                |                                |                                    |                                |                                |
| 1958                                 | 27ème Rallye Automobile Monte-Carlo | Guy Monraisse                  | Jacques Feret                  | Renault Dauphine                   | ERC                            |                                |
| 1959                                 | 28ème Rallye Automobile Monte-Carlo | Paul Coltelloni                | Pierre Alexandre               | Citroën ID                         | ERC                            |                                |
| 1960                                 | 29ème Rallye Automobile Monte-Carlo | Walter Schock                  | Rolf Moll                      | Mercedes 220SE                     | ERC                            |                                |
| 1961                                 | 30ème Rallye Automobile Monte-Carlo | Maurice Martin                 | Roger Bateau                   | Panhard PL17                       | ERC                            |                                |
| 1962                                 | 31ème Rallye Automobile Monte-Carlo | Erik Carlsson                  | Gunnar Häggbom                 | Saab 96                            | ERC                            |                                |
| 1963                                 | 32ème Rallye Automobile Monte-Carlo | Erik Carlsson                  | Gunnar Palm                    | Saab 96                            | ERC                            |                                |
| 1964                                 | 33ème Rallye Automobile Monte-Carlo | Paddy Hopkirk                  | Henry Liddon                   | Mini Cooper S                      | ERC                            |                                |
| 1965                                 | 34ème Rallye Automobile Monte-Carlo | Timo Mäkinen                   | Paul Easter                    | Mini Cooper S                      | ERC                            |                                |
| 1966                                 | 35ème Rallye Automobile Monte-Carlo | Pauli Toivonen                 | Ensio Mikander                 | Citroën ID                         | ERC                            |                                |
| 1967                                 | 36ème Rallye Automobile Monte-Carlo | Rauno Aaltonen                 | Henry Liddon                   | Mini Cooper S                      | ERC                            |                                |
| 1968                                 | 37ème Rallye Automobile Monte-Carlo | Vic Elford                     | David Stone                    | Porsche 911 T                      | ERC                            |                                |
| 1969                                 | 38ème Rallye Automobile Monte-Carlo | Björn Waldegård                | Lars Helmer                    | Porsche 911 S                      | ERC                            |                                |
| 1970                                 | 39ème Rallye Automobile Monte-Carlo | Björn Waldegård                | Lars Helmer                    | Porsche 911 S                      | INT                            |                                |
| 1971                                 | 40ème Rallye Automobile Monte-Carlo | Ove Andersson                  | David Stone                    | Alpine A110                        | INT                            |                                |
| 1972                                 | 41ème Rallye Automobile Monte-Carlo | Sandro Munari                  | Mario Manucci                  | Lancia Fulvia 1.6 HF               | INT                            |                                |
| 1973                                 | 42ème Rallye Automobile Monte-Carlo | Jean-Claude Andruet            | Michele Petit "Biche"          | Alpine A110                        | WRC                            |                                |
| 1974                                 | Cancel·lat (Crisi del petroli)      | Cancel·lat (Crisi del petroli) | Cancel·lat (Crisi del petroli) | Cancel·lat (Crisi del petroli)     | Cancel·lat (Crisi del petroli) | Cancel·lat (Crisi del petroli) |
| 1975                                 | 43ème Rallye Automobile Monte-Carlo | Sandro Munari                  | Mario Manucci                  | Lancia Stratos HF                  | WRC                            |                                |
| 1976                                 | 44ème Rallye Automobile Monte-Carlo | Sandro Munari                  | Mario Manucci                  | Lancia Stratos HF                  | WRC                            |                                |
| 1977                                 | 45ème Rallye Automobile Monte-Carlo | Sandro Munari                  | Silvio Maiga                   | Lancia Stratos HF                  | WRC                            |                                |
| 1978                                 | 46ème Rallye Automobile Monte-Carlo | Jean-Pierre Nicolas            | Vincent Laverne                | Porsche 911 Carrera                | WRC                            |                                |
| 1979                                 | 47ème Rallye Automobile Monte-Carlo | Bernard Darniche               | Alain Mahe                     | Lancia Stratos HF                  | WRC                            |                                |
| 1980                                 | 48ème Rallye Automobile Monte-Carlo | Walter Röhrl                   | Christian Geistdorfer          | Fiat 131 Abarth                    | WRC                            |                                |
| 1981                                 | 49ème Rallye Automobile Monte-Carlo | Jean Ragnotti                  | Jean-Marc Andrie               | Renault 5 Turbo                    | WRC                            |                                |
| 1982                                 | 50ème Rallye Automobile Monte-Carlo | Walter Röhrl                   | Christian Geistdorfer          | Opel Ascona 400                    | WRC                            |                                |
| 1983                                 | 51ème Rallye Automobile Monte-Carlo | Walter Röhrl                   | Christian Geistdorfer          | Lancia 037 Rally                   | WRC                            |                                |
| 1984                                 | 52ème Rallye Automobile Monte-Carlo | Walter Röhrl                   | Christian Geistdorfer          | Audi Quattro                       | WRC                            |                                |
| 1985                                 | 53ème Rallye Automobile Monte-Carlo | Ari Vatanen                    | Terry Harryman                 | Peugeot 205 Turbo 16               | WRC                            |                                |
| 1986                                 | 54ème Rallye Automobile Monte-Carlo | Henri Toivonen                 | Sergio Cresto                  | Lancia Delta S4                    | WRC                            |                                |
| 1987                                 | 55ème Rallye Automobile Monte-Carlo | Miki Biasion                   | Tiziano Siviero                | Lancia Delta HF 4WD                | WRC                            |                                |
| 1988                                 | 56ème Rallye Automobile Monte-Carlo | Bruno Saby                     | Jean-Franþois Fauchille        | Lancia Delta HF 4WD                | WRC                            |                                |
| 1989                                 | 57ème Rallye Automobile Monte-Carlo | Miki Biasion                   | Tiziano Siviero                | Lancia Delta HF Integrale          | WRC                            |                                |
| 1990                                 | 58ème Rallye Automobile Monte-Carlo | Didier Auriol                  | Bernard Occelli                | Lancia Delta HF Integrale 16v      | WRC                            |                                |
| 1991                                 | 59ème Rallye Automobile Monte-Carlo | Carlos Sainz                   | Luis Moya                      | Toyota Celica GT4                  | WRC                            |                                |
| 1992                                 | 60ème Rallye Automobile Monte-Carlo | Didier Auriol                  | Bernard Occelli                | Lancia Delta HF Integrale 16v Evo. | WRC                            |                                |
| 1993                                 | 61ème Rallye Automobile Monte-Carlo | Didier Auriol                  | Bernard Occelli                | Toyota Celica Turbo 4WD            | WRC                            |                                |
| 1994                                 | 62ème Rallye Automobile Monte-Carlo | François Delecour              | Daniel Grataloup               | Ford Escort RS Cosworth            | WRC                            |                                |
| 1995                                 | 63ème Rallye Automobile Monte-Carlo | Carlos Sainz                   | Luis Moya                      | Subaru Impreza WRX                 | WRC                            | [ 4 ]                          |
| 1996                                 | 64ème Rallye Automobile Monte-Carlo | Patrick Bernardini             | Bernard Occelli                | Ford Escort RS Cosworth            | C2L                            |                                |
| 1997                                 | 65ème Rallye Automobile Monte-Carlo | Piero Liatti                   | Fabrizia Pons                  | Subaru Impreza WRC97               | WRC                            |                                |
| 1998                                 | 66ème Rallye Automobile Monte-Carlo | Carlos Sainz                   | Luis Moya                      | Toyota Corolla WRC                 | WRC                            | [ 5 ]                          |
| 1999                                 | 67ème Rallye Automobile Monte-Carlo | Tommi Mäkinen                  | Risto Mannisenmäki             | Mitsubishi Lancer Evo. VI          | WRC                            |                                |
| 2000                                 | 68ème Rallye Automobile Monte-Carlo | Tommi Mäkinen                  | Risto Mannisenmäki             | Mitsubishi Lancer Evo. VI          | WRC                            |                                |
| 2001                                 | 69ème Rallye Automobile Monte-Carlo | Tommi Mäkinen                  | Risto Mannisenmäki             | Mitsubishi Lancer Evo. VI          | WRC                            |                                |
| 2002                                 | 70ème Rallye Automobile Monte-Carlo | Tommi Mäkinen                  | Risto Mannisenmäki             | Subaru Impreza WRC                 | WRC                            |                                |
| 2003                                 | 71ème Rallye Automobile Monte-Carlo | Sébastien Loeb                 | Daniel Elena                   | Citroën Xsara WRC                  | WRC                            |                                |
| 2004                                 | 72ème Rallye Automobile Monte-Carlo | Sébastien Loeb                 | Daniel Elena                   | Citroën Xsara WRC                  | WRC                            |                                |
| 2005                                 | 73ème Rallye Automobile Monte-Carlo | Sébastien Loeb                 | Daniel Elena                   | Citroën Xsara WRC                  | WRC                            |                                |
| 2006                                 | 74ème Rallye Automobile Monte-Carlo | Marcus Grönholm                | Timo Rautianen                 | Ford Focus WRC                     | WRC                            |                                |
| 2007                                 | 75ème Rallye Automobile Monte-Carlo | Sébastien Loeb                 | Daniel Elena                   | Citroën C4 WRC                     | WRC                            |                                |
| 2008                                 | 76ème Rallye Automobile Monte-Carlo | Sébastien Loeb                 | Daniel Elena                   | Citroën C4 WRC                     | WRC                            |                                |
| 2009                                 | 77ème Rallye Automobile Monte-Carlo | Sébastien Ogier                | Julien Ingrassia               | Peugeot 207 S2000                  | IRC                            | [ 6 ]                          |
| 2010                                 | 78ème Rallye Automobile Monte-Carlo | Mikko Hirvonen                 | Jarmo Lehtinen                 | Ford Fiesta S2000                  | IRC                            | [ 7 ]                          |
| 2011                                 | 79ème Rallye Automobile Monte-Carlo | Bryan Bouffier                 | Xavier Panseri                 | Peugeot 207 S2000                  | IRC                            | [ 8 ]                          |
| 2012                                 | 80ème Rallye Automobile Monte-Carlo | Sebastien Loeb                 | Daniel Elena                   | Citroen DS3 WRC                    | WRC                            |                                |
| 2013                                 | 81ème Rallye Automobile Monte-Carlo | Sébastien Loeb                 | Daniel Elena                   | Citroen DS3 WRC                    | WRC                            |                                |
| 2014                                 | 82ème Rallye Automobile Monte-Carlo | Sébastien Ogier                | Julien Ingrassia               | Volkswagen Polo R WRC              | WRC                            |                                |
| 2015                                 | 83ème Rallye Automobile Monte-Carlo | Sébastien Ogier                | Julien Ingrassia               | Volkswagen Polo R WRC              | WRC                            |                                |
| 2016                                 | 84ème Rallye Automobile Monte-Carlo | Sébastien Ogier                | Julien Ingrassia               | Volkswagen Polo R WRC              | WRC                            | [ 9 ]                          |
| 2017                                 | 85ème Rallye Automobile Monte-Carlo | Sébastien Ogier                | Julien Ingrassia               | Ford Fiesta WRC                    | WRC                            |                                |
| 2018                                 | 86ème Rallye Automobile Monte-Carlo | Sébastien Ogier                | Julien Ingrassia               | Ford Fiesta WRC                    | WRC                            |                                |
| 2019                                 | 87ème Rallye Automobile Monte-Carlo | Sébastien Ogier                | Julien Ingrassia               | Citroën C3 WRC                     | WRC                            | [ 10 ]                         |
| 2020                                 | 88ème Rallye Automobile Monte-Carlo | Thierry Neuville               | Nicolas Gilsoul                | Hyundai i20 Coupe WRC              | WRC                            | [ 11 ]                         |
| 2021                                 | 89ème Rallye Automobile Monte-Carlo | Sébastien Ogier                | Julien Ingrassia               | Toyota Yaris WRC                   | WRC                            | [ 12 ]                         |
| 2022                                 | 90ème Rallye Automobile Monte-Carlo | Sébastien Loeb                 | Isabelle Galmiche              | Ford Puma Rally1                   | WRC                            | [ 13 ]                         |
| 2023                                 | 91ème Rallye Automobile Monte-Carlo | Sébastien Ogier                | Vincent Landais                | Toyota GR Yaris Rally1             | WRC                            | [ 14 ]                         |
| 2024                                 | 92ème Rallye Automobile Monte-Carlo | Thierry Neuville               | Martijn Wydaeghe               | Hyundai i20 N Rally1               | WRC                            | [ 15 ]                         |
| 2025                                 | 93ème Rallye Automobile Monte-Carlo | Sébastien Ogier                | Vincent Landais                | Toyota GR Yaris Rally1             | WRC                            | [ 16 ]                         |